# مقاطعة ملكان
مقاطعة ملكان (بالفارسية: شهرستان ملکان) هي إحدى مقاطعات محافظة أذربيجان الشرقية في إيران. عاصمة المقاطعة هي ملكان. حسب تعداد 2006، بلغ عدد السكان 100,366 نسمة في 24,823 عائلة.